# Wappen Fidschis
Das Staatswappen Fidschis ist seit dem 4. Juli 1908 in Gebrauch.

## Beschreibung
Im Schildhaupt (oberes Viertel) auf rotem Grund ein schreitender, goldener, bekrönter Löwe in beiden Pranken eine Kakaofrucht haltend.
Darunter auf silbernem Grund ein rotes Georgskreuz, das den Schildkörper (untere Dreiviertel)
vierteilt.
1. Im ersten Feld, oben rechts, drei naturfarbene Zuckerrohrpflanzen.
2. Im zweiten Feld, oben links, eine naturfarbene Palme, die eine Kokospalme darstellen soll.
3. Im dritten Feld, unten rechts, ist eine naturfarbene Friedenstaube abgebildet.
4. Das letzte Feld, unten links, zeigt ein naturfarbenes Bananenbündel.

Über dem Schild als Zier ein naturfarbenes Auslegerboot mit Segel, ein sogenanntes Camakau.
Links und rechts des Schildes stehen zwei einheimische Krieger, die als Schildhalter dienen. Sie sind mit einem traditionellen Lendenschurz ausgestattet, die Person Heraldisch rechts mit einem Speer, die Heraldisch links mit einer Totokia-Keule. Sie stehen auf einem Spruchband, auf dem das Fidschi-Nationalmotto der Fidschi-Inseln steht:
„Rerevaka na Kalou ka Doka na Tui.“
(Fürchte Gott und ehre die Königin.)